# Edith Stumpf-Fischer
Edith Stumpf-Fischer (* 1. Februar 1942 als Edith Brigitte Fischer in Wien) ist eine österreichische Bibliothekarin, Ministerialbeamtin und Frauenforscherin.

## Leben
Edith Fischer wurde in einer sozialdemokratisch geprägten Familie geboren. Ihr Vater war Rudolf Fischer, ihr Bruder ist Heinz Fischer.
Sie maturierte 1960 an der Wenzgasse, danach studierte sie Altphilologie und Klassische Archäologie an der Universität Wien und promovierte 1969 bei Walther Kraus. Im Jahr 1968 trat sie in die Universitätsbibliothek Wien als Fachreferentin für Klassische Philologie und Archäologie, Sprach- und Literaturwissenschaft ein. Im Wissenschaftsministerium unter Hertha Firnberg war sie ab 1973 zuständig für Bibliotheksbau- und Einrichtungsprojekte der wissenschaftlichen Bibliotheken. Sie wurde mit der 1979 umgesetzten Reform der bibliothekarischen Ausbildung und Dienstprüfung beauftragt. Ab 1981 war sie Leiterin der Abteilung für das wissenschaftliche Bibliotheks-, Dokumentations- und Informationswesen, ab 1987 als Ministerialrätin. Die krankheitsbedingte Pensionierung erfolgte 1995. Zu ihren Erfolgen gehören die Einrichtung eines EDV-unterstützten Bibliotheksverbundes sowie ihr Einsatz für die Rechte der Frauen und für die Frauenforschung.
1992 heiratete sie den Beamten Eduard Stumpf und publiziert seitdem unter dem Doppelnamen Stumpf-Fischer.
Nach ihrer Pensionierung widmete sie sich der biografischen Frauenforschung, 1998 regte sie das Projekt biografiA an, für das sie Biografien verfasst. Der Diplomatin und Kinderbuchforscherin Johanna Monschein widmete sie 2009 eine Monografie.

## Werke
- Amor und Eros. Eine Untersuchung des Wortfeldes „Liebe“ im Lateinischen und Griechischen. Gerstenberg, Hildesheim 1973.
- (mit Walter Jaksch und Franz Kroller) Österreichischer Bibliotheksbau.
  - Band 1: Akademische Druck- und Verlagsanstalt, Graz 1992.
  - Band 2: Von 1945 bis 1985. Böhlau. Wien und Graz 1986.
- (als Herausgeberin) Der wohlinformierte Mensch – eine Utopie. Festschrift für Magda Strebl zum 65. Geburtstag. Akademische Druck- und Verlagsanstalt, Graz 1997.
- (herausgegeben mit Susanne Blumesberger und Ernst Seibert) „Die Ästhetik des Unvollendeten“. In memoriam der Kinderbuchsammlerin Johanna Monschein. Praesens, Wien 2007.
- „Man ist immer allein …“. Johanna Monschein (1907–1997), Diplomatin und Forscherin. Praesens, Wien 2009.
- (herausgegeben mit Ilse Korotin) Bibliothekarinnen in und aus Österreich. Der Weg zur beruflichen Gleichstellung. Praesens, Wien 2019.